# Peter Förster
Peter Förster es un deportista de la RDA que compitió en bobsleigh en las modalidades doble y cuádruple.
Ganó dos medallas en el Campeonato Europeo de Bobsleigh, oro en 1988 y plata en 1989.

## Palmarés internacional
| Campeonato Europeo | Campeonato Europeo    | Campeonato Europeo | Campeonato Europeo |
| Año                | Lugar                 | Medalla            | Prueba             |
| ------------------ | --------------------- | ------------------ | ------------------ |
| 1988               | Sarajevo (Yugoslavia) | Medalla de oro     | Doble              |
| 1989               | Winterberg (RFA)      | Medalla de plata   | Cuádruple          |